# Bie Ge
Bie Ge (né le 2 août 1992) est un athlète chinois, spécialiste du 200 mètres.

## Carrière
Le 18 mai 2017, il porte son record sur 200 m à 20 s 64, avant de remporter en juillet le titre asiatique du relais 4 x 100 m et terminer 4e de la finale du 200 m lors des Championnats d'Asie à Bhubaneswar.

## Palmarès
| Date | Compétition               | Lieu        | Résultat | Épreuve   | Temps         |
| ---- | ------------------------- | ----------- | -------- | --------- | ------------- |
| 2017 | Relais mondiaux de l'IAAF | Nassau      | 6e       | 4 × 200 m | 1 min 22 s 91 |
| 2017 | Championnats d'Asie       | Bhubaneswar | 4e       | 200 m     | 20 s 85       |
| 2017 | Championnats d'Asie       | Bhubaneswar | 1er      | 4 x 100 m | 39 s 38       |
| 2018 | Jeux asiatiques           | Jakarta     | 3e       | 200 m     |               |
| 2019 | Relais mondiaux           | Yokohama    | 6e       | 4 x 200 m | 1 min 22 s 81 |
| 2019 | Championnats du monde     | Doha        | 6e       | 4 x 100 m | 38 s 07       |